# Kapstrandskata
Kapstrandskata (Haematopus moquini) är en fågel i familjen strandskator inom ordningen vadarfåglar.

## Utseende
Kapstrandskatan är en helsvart 42–45 centimeter lång strandskata med rödrosa ben, rött öga och en kraftig orange röd näbb. Den är mycket lik svarta strandskator i Sydamerika och Australasien, men har mörkare ovansida än de förra och mycket kortare näbb än de senare. Könen är i princip lika, honan något större än hanen och med något längre näbb.

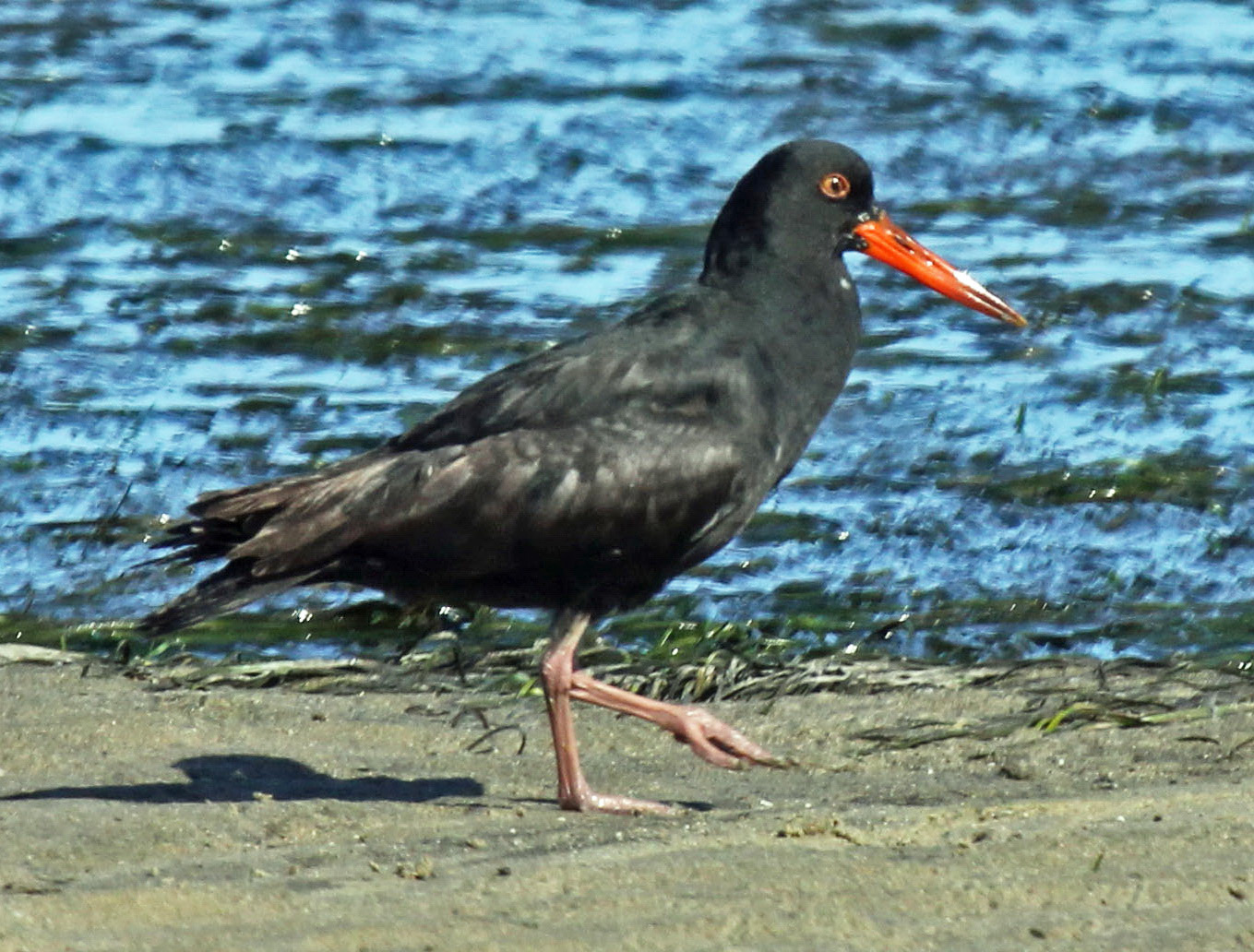
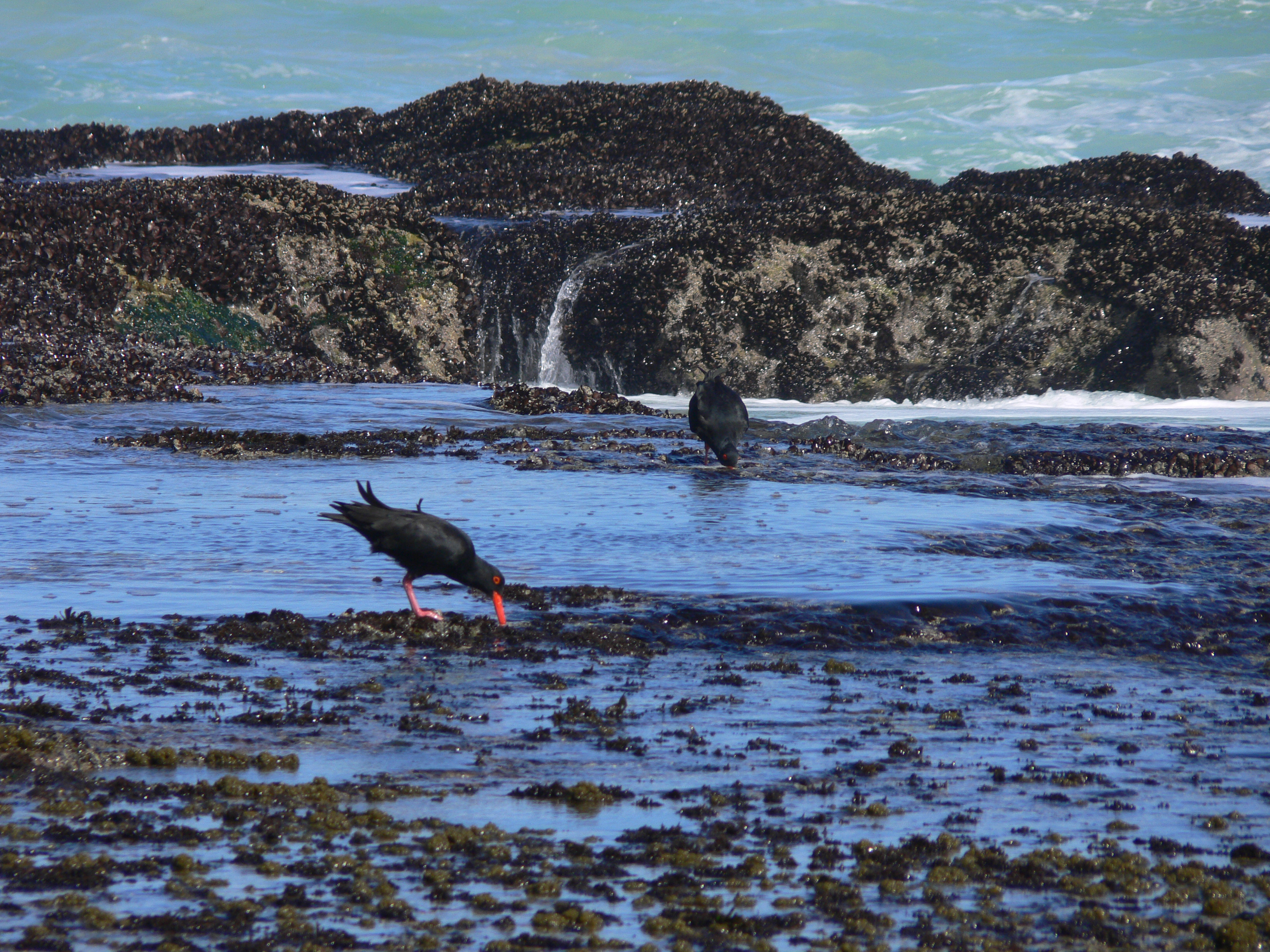
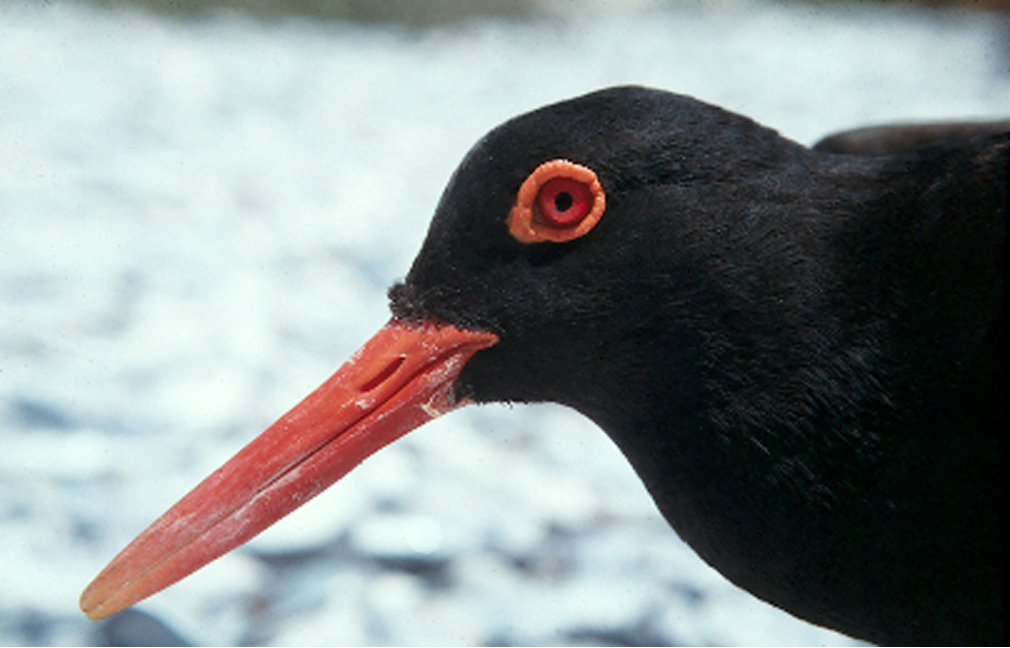
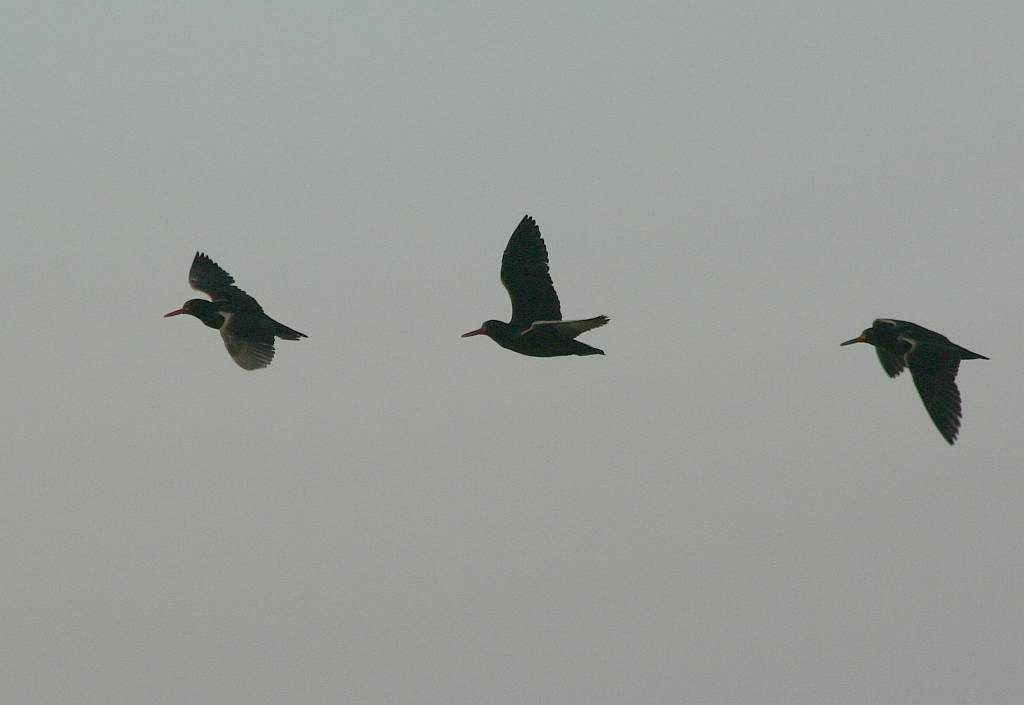

## Utbredning och systematik
Kapstrandskatan är en stannfågel som ses utmed kusten i södra Afrika, från Lüderitz i Namibia till Mazeppa Bay i sydafrikanska Östra Kapprovinsen. Tillfälligtvis har den påträffats i Angola och Moçambique. Den behandlas som monotypisk, det vill säga att den inte delas in i några underarter, men den idag utdöda arten kanariestrandskata kategoriserades tidigare som underart till kapstrandskata.

## Levnadssätt
Kapstrandskatan lever huvudsakligen på mollusker som musslor och skålsnäckor, men har också setts ta havsborstmaskar, insekter, och möjligen även fisk . Fågeln häckar i en uppskrapad grop i sand eller klappersten 30 meter ovan vattenlinjen. Honan lägger två, ibland ett eller tre, ägg som ruvas av båda könen i 27–39 dagar. Liksom andra vadare kan ungarna lämna boet direkt efter kläckning, men är flygga först 38 dagar senare. Häckningsframgången är större på utliggande öar där predatorerna är färre och störningarna mindre.

## Status
Från att tidigare ha kategoriserats som nära hotad bedömer internationella naturvårdsunionen IUCN sedan 2017 populationen som  livskraftig. Världspopulationen är relativt liten och uppskattas till 6.670 individer. Tack vare naturvårdsinsatser verkar populationen dock öka. Största hoten mot arten är hundattacker, störningar från terrängfordon och predation av ungar och ägg från kelptrut (Larus dominicanus).

## Namn
Fågelns vetenskapliga artnamn hedrar Christian Horace Bénédict Alfred Moquin-Tandon (1804-1863), fransk ornitolog, malakolog och samlare.